# Joyful
Albums de Ayọ
Gravity at Last
Joyful est le premier album de Ayọ, sorti le 23 mai 2006 sur le label Polydor. Porté par le titre Down on My Knees qui rencontre un succès international, cet album est certifié double disque de platine en France, platine en Allemagne, or en Italie et en Grèce[réf. nécessaire].

## Liste des titres
1. Down on My Knees
2. Without You
3. Letter by Letter
4. How Many Times?
5. And It's Supposed to Be Love
6. Watching You
7. Only You
8. Help is Coming
9. These Days
10. Life Is Real
11. What Is Love?
12. Neva Been
13. Welcome Into My World [Bonus Track]
14. Complain [Bonus Track]
15. Down On My Knees [Matthias Reulecke Remix] [Bonus Track]
16. Life Is Real [B.M. Bacchus & Joe Claussel Remix] [Bonus Track]